# Toy Story 3
Toy Story 3 is een Amerikaanse animatiefilm van Pixar Animation Studios die in juni 2010 in wereldpremière ging op het Nantucket Film Festival. De productie is het vervolg op Toy Story 2 en eveneens geheel met de computer geanimeerd. Schrijver en regisseur Lee Unkrich werkte ook aan de eerste twee delen mee. Tom Hanks en Tim Allen spraken voor de derde keer de stemmen van hoofdpersonages Woody en Buzz Lightyear in. Tijdens de 83ste Oscaruitreiking won de film twee Oscars, voor Beste Animatiefilm en voor Beste Filmsong met Randy Newman.

## Verhaal
Nu zijn jaren verstreken sinds de vorige twee films. Andy is inmiddels 17 jaar en zal spoedig naar de universiteit gaan. Zijn vroegere speelgoedvriendjes, waaronder Woody en Buzz Lightyear, maken zich zorgen over wat er met hen zal gebeuren, daar al veel van zoals Wheezy, al verkocht zijn op de rommelmarkt (dit gebeurde in de vorige film).
Aanvankelijk wil Andy zijn speelgoed opruimen op zolder, maar door een vergissing belanden ze in een vuilniszak op straat. Denkend dat Andy hen bewust heeft weggegooid, besluiten de poppen om zich te verstoppen in een doos met spullen bestemd voor een kinderdagverblijf. In het kinderdagverblijf worden Andy’s poppen met open armen onthaald door het reeds aanwezige speelgoed, maar Woody is er niet gerust op.
Woody vertrekt uiteindelijk om eigenhandig Andy te gaan zoeken. Hij komt echter niet ver daar hij wordt gevonden door Bonnie, een meisje dat hem mee naar huis neemt. Bij haar thuis maakt Woody kennis met haar speelgoed: Grijns de Clown, Meneertje Prikkels, Trixie, Honnepon, Dolly, en Totoro. Grijns blijkt zelf ook in het kinderdagverblijf te hebben gezeten en bevestigt Woody’s vermoeden dat er daar iets niet in de haak is. Grijns en Lotso, een speelgoedbeer die nog in het kinderdagverblijf is, waren ooit eigendom van een meisje genaamd Daisy. Toen de twee echter in het kinderdagverblijf terechtkwamen omdat Daisy schijnbaar nieuw speelgoed had gekregen, knapte er iets bij Lotso. Hij en zijn helper, Mega Baby, hebben een dictatuur gevestigd en het verblijf tot een hel gemaakt voor al het speelgoed dat er terechtkomt. Lotso en zijn handlangers verblijven bij de rustige oudere kinderen terwijl ander speelgoed dat niet bij Lotso's kliek hoort bij de wilde kleuters moet blijven. Uiteindelijk blijkt ook dat Woody's vrienden in een groep van het kinderdagverblijf zitten waar kleuters erg ruw met hen omgaan. Ze proberen Buzz in te zetten om met Lotso te praten over een verplaatsing naar een andere groep.
Woody maakt plannen om zijn vrienden uit het kinderdagverblijf te redden. Ondertussen laat Lotso Buzz Lightyear van de speel in de demonstratie-modus zetten omdat hij bang is dat Buzz zijn plan zal ontdekken. Hierdoor verandert Buzz weer in de aan waanideeën lijdende pop die hij in de eerste film was. Lotso doet zich voor als Buzz’ commandant, en beveelt hem de andere poppen in het gareel te houden. Een poging van de poppen om Buzz weer normaal te maken resulteert enkel in dat hij gereset wordt naar een Spaanstalige versie van zichzelf.
Woody arriveert weer in het kinderdagverblijf en maakt met de anderen plannen om te ontsnappen. Ook overtuigt hij de helpers van Lotso dat hij hen allemaal voor zijn karretje spant. Lotso wordt kwaad en er breekt een gevecht uit waarbij alle poppen uiteindelijk in een vuilniswagen terechtkomen. Buzz wordt getroffen door een weggegooide tv en springt hierdoor terug naar zijn normale programmering. Uiteindelijk moeten de vrienden ontsnappen aan de gevaarlijke verwerkingsmachines op de vuilnisbelt. Lotso wordt uiteindelijk gezien door een vuilnisman (die vroeger ook zo'n knuffel had) en wordt vastgebonden op de voorklep. Andy's speelgoed kan op tijd ontsnappen.
De poppen keren terug naar Andy’s huis. Woody wil echter niet dat ze allemaal op zolder worden weggestopt, dus spoort hij de anderen aan om in een doos te kruipen en deze te adresseren aan Bonnie(het meisje dat hem eerder in de film vond toen hij Andy ging zoeken). Andy vindt de doos, en komt zelf ook tot de conclusie dat zijn speelgoed aan Bonnie geven wellicht beter is.
Als Andy gaat verhuizen arriveert het speelgoed bij Bonnie en maakt kennis met Bonnies speelgoed.
Bij de aftiteling is te zien dat Sunnyside is veranderd van een hel naar een paradijs dankzij Barbie en Ken. Ook de soldaatjes (die halverwege de film uit Andy's kamer waren vertrokken) zitten in Sunnyside. Bij Bonnie thuis is het een feestje. Andy's speelgoed staat op de muur getekend bij Bonnie. Als er een radio wordt aangezet met Spaanse muziek, gaat Buzz ineens dansen. Hij weet niet dat het van de Spaanse modus komt die hij ooit had. Jessie gaat met hem dansen.

## Rolverdeling
| Personage                  | Taal                                            | Taal                                                | Taal                                                 |
| Personage                  | Originele versie                                | Nederlandse versie                                  | Vlaamse versie                                       |
| -------------------------- | ----------------------------------------------- | --------------------------------------------------- | ---------------------------------------------------- |
| Sheriff Woody Pride        | Tom Hanks                                       | Huub Dikstaal                                       | Warre Borgmans                                       |
| Buzz Lightyear             | Tim Allen Javier Fernández-Peña (Spaanse modus) | Jan Elbertse Javier Fernández-Pena (Spaanse modus)  | Vic De Wachter Javier Fernández-Pena (Spaanse modus) |
| Jessie                     | Joan Cusack                                     | Angelique de Bruijne                                | Ann Van den Broeck                                   |
| Mr. Aardappelhoofd         | Don Rickles                                     | Ronald Van Rillaer                                  | Hubert Damen                                         |
| Mvr. Aardappelhoofd        | Estelle Harris                                  | Marloes van den Heuvel                              | Gilda De Bal                                         |
| Rex                        | Wallace Shawn                                   | Arjan Ederveen                                      | Sven De Ridder                                       |
| Slinky                     | Blake Clark                                     | Chiem van Houweninge                                | Luk De Koninck                                       |
| Hamm                       | John Ratzenberger                               | Peter Van Gucht                                     | Peter Van Gucht                                      |
| Andy Davis                 | John Morris Charlie Bright (jonge Andy)         | Quinten Schram Jary Beekhuizen (jonge Andy)         | Timo Descamps                                        |
| Barbie                     | Jodi Benson                                     | Noortje Herlaar                                     | Bieke Ilegems                                        |
| Ken                        | Michael Keaton                                  | William Spaaij                                      | Erik Goossens                                        |
| Lotso de knuffelbeer       | Ned Beatty                                      | Jan Anne Drenth                                     | Marc Coessens                                        |
| Bonnie                     | Emily Hahn                                      | Elaine Hakkaart                                     | Kaat Verbruggen                                      |
| Mvr. Davis (Andy's moeder) | Laurie Metcalf                                  | Beatrijs Sluijter                                   | Andrea Croonenberghs                                 |
| Chatterphone               | Teddy Newton                                    | Thijs van Aken                                      | Raf Van Brussel                                      |
| Grijns                     | Bud Luckey                                      | Leo Richardson                                      | Jakob Beks                                           |
| Molly                      | Beatrice Miller                                 | Tara Hetharia                                       |                                                      |
| Meneertje Prikkels         | Timothy Dalton                                  | Paul Disbergen                                      | Anton Cogen                                          |
| Bonnie's moeder            | Lori Alan                                       | Jannemien Cnossen                                   | Alexandra Potvin                                     |
| Trixie                     | Kristen Schaal                                  | Melise de Winter                                    |                                                      |
| Honnepon                   | Jeff Garlin                                     | Fred Meijer                                         |                                                      |
| Dolly                      | Bonnie Hunt                                     | Hilde de Mildt                                      |                                                      |
| Spriet                     | John Cygan                                      | Frans Limburg                                       |                                                      |
| De Mega Baby               | Woody Smith                                     | Woody Smith                                         | Woody Smith                                          |
| Aliens                     | Jeff Pidgeon                                    | Frans Limburg                                       |                                                      |
| Stretch                    | Whoopi Goldberg                                 | Wimie Wilhelm                                       | Christel Domen                                       |
| Bonk                       | Jack Angel                                      | Sander de Heer                                      |                                                      |
| Sergeant                   | R. Lee Ermey                                    | Sander de Heer                                      |                                                      |
| Soldaat 1                  | Greg Berg                                       | Christoph van Beers                                 |                                                      |
| Sparks                     | Jan Rabson                                      | Thijs van Aken                                      |                                                      |
| Boekenwurm                 | Richard Kind                                    | Paul Disbergen                                      |                                                      |
| Sid                        | Erik von Detten                                 | Ewout Eggink                                        |                                                      |
| Erwtenzakje                | Charlie Bright Amber Kroner Brianna Maiwand     | Maaike Arkesteijn, Xavier Werner en Jary Beekhuizen | Maximillian Smets Alexander Smets                    |
| Frog                       | Jack Willis                                     | Fred Meijer                                         |                                                      |
| Zanger                     | Randy Newman                                    | Han van Eijk                                        |                                                      |
| Overige stemmen            |                                                 | Donna Vrijhof                                       |                                                      |
|                            |                                                 | Tara Hetharia                                       |                                                      |
|                            |                                                 | Barbara Straathof                                   |                                                      |
|                            |                                                 | Theun Termijn                                       |                                                      |
|                            |                                                 | Barry Worsteling                                    |                                                      |

## Achtergrond

### Totstandkoming
Volgens de originele overeenkomst tussen Pixar en Disney zijn alle personages die Pixar bedacht heeft tijdens de samenwerking met Disney officieel eigendom van Disney en staat het Disney vrij om eventuele vervolgfilms met deze personages te maken. Pixar en Disney hadden wel een herenakkoord afgesloten dat Disney geen vervolgfilms zou maken als Pixar tegen het plan was.
Toen het er in 2004 sterk op leek dat de samenwerking tussen de twee bedrijven stuk ging lopen, besloot Disney’s voorzitter Michael Eisner dat de productie voor Toy Story 3 van start moest gaan. Disney benaderde hiervoor een ander bedrijf genaamd Circle 7 Animation. Het scenario wat Disney en Circle 7 in gedachten hadden voor de derde film was anders dan wat het uiteindelijk werd. Dit scenario draaide om de bekendmaking dat de Buzz Lightyear-poppen een fout bevatten en terug moeten naar de fabriek; inclusief de Buzz Lightyear van Andy. Buzz wordt naar de fabriek in Taiwan gestuurd en verwacht na reparatie terug te keren. Thuis ontdekt Hamm dat overal ter wereld poppen worden teruggeroepen vanwege productiefouten. Bang dat Buzz zal worden vernietigd, gaat een aantal van Andy’s poppen, waaronder Woody, naar Taiwan.
In januari 2006 werd de samenwerking met Pixar hersteld. Kort hierop ging Circle 7 Animation dicht en waren de plannen voor hun versie van Toy Story 3 van de baan.

### Filmmuziek
| Nr. | Titel                                         | Artiest      | Duur |
| --- | --------------------------------------------- | ------------ | ---- |
| 1.  | We Belong Together                            | Randy Newman | 4:03 |
| 2.  | You've Got a Friend in Me (door Buzz Español) | Gipsy Kings  | 2:15 |
| 3.  | Cowboy!                                       | Randy Newman | 4:11 |
| 4.  | Garbage?                                      | Randy Newman | 2:41 |
| 5.  | Sunnyside                                     | Randy Newman | 2:20 |
| 6.  | Woody Bails                                   | Randy Newman | 4:40 |
| 7.  | Come to Papa                                  | Randy Newman | 2:06 |
| 8.  | Go See Lotso                                  | Randy Newman | 3:37 |
| 9.  | Bad Buzz                                      | Randy Newman | 2:22 |
| 10. | You Got Lucky                                 | Randy Newman | 5:59 |
| 11. | Spanish Buzz                                  | Randy Newman | 3:31 |
| 12. | What About Daisy?                             | Randy Newman | 2:07 |
| 13. | To The Dump                                   | Randy Newman | 3:51 |
| 14. | The Claw                                      | Randy Newman | 3:57 |
| 15. | Going Home                                    | Randy Newman | 3:22 |
| 16. | So Long                                       | Randy Newman | 4:55 |
| 17. | Zu-Zu (Ken's Theme)                           | Randy Newman | 0:35 |

Naast de nummers die op het album staan werden de volgende nummers ook in de film gebruikt:
- Dreamweaver van Gary Wright
- Le Freak van Chic
- De originele versie van You've Got A Friend In Me van Randy Newman

Bovendien werden de nummers Cowboy! en Come to Papa van Randy Newman, die eerder afgewezen waren voor de film Air Force One, gebruikt.

### Uitgave en ontvangst
De eerste trailer van de film werd uitgebracht op de dvd van Up. Een langere trailer was te zien op de dubbel-dvd van de films Toy Story en Toy Story 2.
De eerste reacties op de film waren veelbelovend. Op Rotten Tomatoes waardeerde 99% van de beoordelaars de film positief. De film bracht wereldwijd $1.066.969.703 op. Daarmee was Toy Story 3 de financieel meest succesvolle film van 2010. Het was ook de succesvolle animatiefilm ooit totdat de films Frozen en Minions verschenen.

## Prijzen en nominaties
In 2010 won Toy Story 3:
- Een BSFC Award voor beste animatiefilm
- Een Hollywood Film Award voor animatie van het jaar
- Een NBR Award voor beste animatie
- Een WAFCA Award voor beste animatiefilm

Datzelfde jaar werd de film tevens genomineerd voor twee Satellite Awards.
In 2011 won Toy Story 3 de Academy Award voor Beste Animatiefilm en Beste Originele Lied. De film was tevens genomineerd voor de categorieën Beste Film, Beste Scenario, en Beste Geluidsmontage.
Verder won de film in 2011 onder andere een Golden Globe voor beste animatiefilm en een Grammy Award voor beste filmmuziek.